# Rafael Ventura Melià
Rafael Ventura Melià (Riola, Ribera Baixa, 1948 - València, 31 de gener de 2020) fou un periodista, narrador i poeta valencià. S'inicià en el periodisme com a col·laborador de les revistes Albatros (1964) i Gorg (1971); després formà part de la redacció de la revista Valencia Semanal (1977-1980) amb Amadeu Fabregat, i des del 1984 fou redactor de la secció de cultura del diari Levante fins a la seua jubilació. El 1980 va guanyar el Premi Andròmina de narrativa amb la novel·la Àmbit perdurable. A propòsit d'aquesta obra, la crítica ha assenyat l'ascendència proustiana del seu estil narratiu, mentre que una part de la seua poesia s'aproxima al to de Kavafis. Al final de gener del 2000 va ser trobat mort en el pis del barri del Carme on havia viscut sol. Deixà en llegat la seua col·lecció bibliogràfica i els seus manuscrits i papers personals a la Biblioteca Valenciana Nicolau Primitiu.

## Obres

### Poesia
- Corrents de fons (1976)
- Senyals de vida (1980)
- Igual vol dir Itàlia (1982)

### Narració
- Atzucac (1972)
- La darrera tornada (1974)
- Àmbit perdurable (1981)